# Scott Chandler
Pour les articles homonymes, voir Chandler.
(en) Statistiques sur pro-football-reference
Scott Chandler, né le 23 juillet 1985 à Bedford au Texas, est un joueur américain de football américain évoluant au poste de tight end. Sélectionné au quatrième tour de la draft 2007 de la NFL par les Chargers de San Diego, il est libéré après une blessure au pied après la saison 2008. Après de courts passages avec les Cowboys de Dallas et les Giants de New York, il s'impose avec les Bills de Buffalo en 2011. Il marque six touchdowns lors de la saison 2012. Après quatre saisons aux Bills, il est recruté par le champion en titre, les Patriots de la Nouvelle-Angleterre, avec qui il marque quatre touchdowns en une saison avant de se blesser gravement au genou.